# Pontin
El pontin, pounti o pontard (farçon o farçum al nord de l'Avairon) és un pastís de carn occità típic sobretot a la cuina alvernesa. Es compon de carn picolada, de farina i d'ous, i és farcit de prunes seques disposades en una filera. Aquest plat permetia d'aprofitar les restes de carn. Es serveix calent o tebi. Amb el que queda, quan està fred, es talla a llesques que es fregeixen i se serveixen calentes, típicament amb lletuga o un mesclum o encara amanida verda. És originari de Cantal mes també de la Corresa.